# Hora de morir
Hora de morir (títol original:Half Past Dead) és una pel·lícula d'acció estatunidenca dirigida per Don Michael Paul, estrenada el 2002, protagonitzada l'actor Steven Seagal. Ha estat doblada al català

## Argument
S'acaba de reobrir la presó d'Alcatraz. És avui una presó d'alta seguretat, que beneficia de totes últimes tècniques de vigilància. Mentre que Sascha, un agent de l'FBI, s'hi troba tancat per a una missió secreta, un comando assalta la cèlebre presó amb la finalitat d'alliberar un detingut condemnat a mort. Sascha s'ha d'enfrontar aquesta banda de criminals extremadament perillosos.

## Repartiment
- Steven Seagal: Sascha Petrosevitch
- Morris Chestnut: Donny Johnson
- Ja Rule: Nick Frazier
- Nia Peeples: Prospector Sis
- Tony Plana: El Fuego
- Kurupt: Twitch
- Matt Battaglia: prospector
- Richard Bremmer: Sonny Eckvall
- Stephen J. Cannell: Hubbard
- Claudia Christian: E.Z Williams
- Yasmina Filali-Bohnen: Sophia
- Hannes Jaenicke: agent Hartmann
- Alexandra Kamp: periodista

## Crítica
- «Sense moure un sol múscul facial, Seagal recita sentències que fan envermellir […] Entre convulsions de càmera i dissorts de guió, avança el disbarat.»[3] «Half Past Dead és com una alarma que salta quan no hi ha ningú a l'habitació. Fa el seu treball i s'atura, i a ningú li importa. Compleix els passos d'un thriller d'acció, però està morta en el centre. Dona la sensació de que ningú vinculat a ella li agrada el que fa.»[4]

- El 2002 Steven Seagal va ser candidat a un Premi Razzie al pitjor actor[5]